# Juraj Stanik
Juraj Stanik (* 31. Dezember 1969 in Amersfoort) ist ein niederländischer Jazzmusiker (Piano, Komposition).

## Wirken
Stanik begann im Alter von acht Jahren mit dem Cellospiel und setzte seine Ausbildung mit zwölf Jahren an der Sekundarschule des Königlichen Konservatorium Den Haag fort. Während seines Cellostudiums begann er, sich für Jazzmusik zu interessieren, als er Frans Elsen hörte, bei dem er dann Jazzpiano studierte. Er absolvierte das Königliche Konservatorium mit Cum laude. Bereits während des Studiums spielte er im Duo mit dem Altsaxophonisten Benjamin Herman.
Stanik wurde Mitglied im erfolgreichen Quintett von Ben van den Dungen und Jarmo Hoogendijk, mit dem er in Deutschland und anderen Ländern tourte und beim North Sea Jazz Festival auftrat. Mit seinem eigenen Sextett trat er auf dem Ivrea Jazz Festival auf. In New York City spielte er mit John Swana, Essiet Essiet und Tim Armacost. Mit Benjamin Herman und Jasper Blom gründete er das Quintett Five up High, das auf zahlreichen Festivals auftrat und 1994 ein Album bei Timeless Records veröffentlichte. Mit seinem Trio aus Frans van der Hoeven und Joost van Schaik veröffentlichte er mehrere CDs, 2025 Dream Sequence.
Weiterhin spielte Stanik bei Brand New Orleans, mit Benjamin Herman und DJ Graham B im The Soul Kitchen und mit Eveline and the Groove Movement. Auch begleitete er Toon Roos auf einer Spanientournee und arbeitete im Duo mit Ack van Rooyen, trat aber auch mit Alvin Queen, Bob Berg, Benny Bailey, Benny Golson, Chris Potter, Pat Metheny und Tom Harrell auf.
Stanik lehrt als Dozent am Königlichen Konservatorium in Den Haag.

## Preise und Auszeichnungen
Stanik war Finalist beim niederländischen Wessel-Ilcken-Wettbewerb. Er erhielt den Pall Mall Export Swing Award und gewann mit dem Quintett Five Up High den Internationalen Wettbewerb der Leverkusener Jazztage.